# Haus Schischman

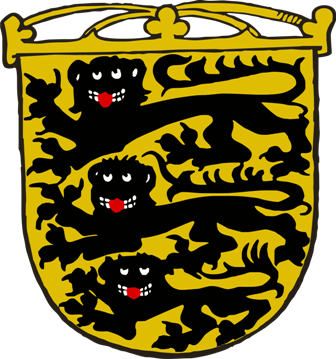
Wappen der Schischmaniden

Das Haus Schischman (bulgarisch Шишман) war eine bulgarische Boljarenfamilie, die zwischen 1323 und 1396 die Zaren von Bulgarien stellte. Ihre Angehörige wurden auch Schischmaniden genannt. Das Haus der Schischmanen stammt mütterlicherseits vom Haus Assen (auch Asanes genannt) ab, denn die Stammmutter ist eine Enkelin von Iwan Assen II.
Stammvater ist der Despot Schischman, der Gründer des Despotat Widin. Sein Sohn Michail Schischman wurde 1323 vom Obersten Rat der Boljaren (Adlige unterhalb des Ranges eines Zaren) zum Zar der Bulgaren gewählt. Dessen Sohn Iwan Stefan konnte sich als Nachfolger lediglich ein Jahr halten, wurde dann durch seinen Vetter Iwan Alexander ersetzt, der in weiblicher Linie von Schischman abstammte. Auf Iwan Alexander folgte dessen Sohn Iwan Schischman, der sich den Türken unterwerfen musste und 1395 im Gefängnis erschlagen wurde. Die Familie zerstreute sich danach in Ungarn, Italien, aber auch im Byzantinischen und Osmanischen Reich.

## Stammliste (Auszug)
1. Schischman (Šišman), † 1313, Gründer des Fürstentums Widin
  1. Keraza Petriza Despotiza; ⚭ Despot Srazimir
    1. Iwan Alexander Assen Srazimirowitsch, † 1371, Despot von Lowetsch und Kran, 1330/71 Zar der Bulgaren; ⚭ I Teodora Bassaraba, Tochter des Wojwoden Basarab I. der Walachei; ⚭ II Sarah, † nach 1367
      1. (I) Michael Assen, X wohl 1354, ab 1336 Mitzar in Adrianopel; ⚭ Eirene (Maria) Palaiologina, Tochter von Kaiser Andronikos III. (Palaiologen)
        1. Alexios Asanes, um 1371 in byzantinischen Diensten
        2.  ? Isaakios Asanes, † nach 1429, Onkel von Kaiser Manuel II. (Palaiologen)

      2.  ? Andreas Asanes, † vor 1415, Vetter von Kaiser Manuel II. (Palaiologen)
        1. Manuel Palaiologos Asanopulos, 1416 in Konstantinopel bezeugt

      3. (I) Iwan Srazimir, † nach 1396, 1355/60 Mitzar der Bulgaren, 1360/96 Fürst von Widin; ⚭ Ana Slava Bessaraba, Tochter von Nicolae Alexandru, Fürst der Walachei
        1. Dorothea, † vor 1390, ⚭ Stefan Tvrtko I., König von Bosnien (Haus Kotromanić)
        2. Konstantin, † 1422

      4. (I) Iwan Assen, X 1354, um 1337 Mitzar
      5. (II) Keratza (Maria Keratsa); ⚭ Kaiser Andronikos IV., † 1385 (Palaiologen)
      6. (II) Iwan Schischman, † 1395, 1360 Mitzar, 1371/93 Zar der Bulgaren
        1. Alexander, X 1418, 1303 Muslim, Statthalter in Kleinasien, dann in Syrmien
        2. Frutschin (Vladislav), 1433 in ungarischen Diensten
        3. (unehelich) Ioseph II., † 1439, vor 1416 Metropolit von Ephesos, 1416/39 Patriarch von Konstantinopel

    2. Elena, † 1374, 1355 Regentin von Serbien; ⚭ Stefan Uroš IV. Dušan, König von Serbien, † 1355
    3. Ioannes Komnenos (Iwan Komnenos Assen), † vor 1363, serbischer Despot und Statthalter von Valona, Kanina und Berat; ⚭ I NN; ⚭ II Anna Palaiologina, 1341/42 Regentin von Epirus, Tochter des Protobestiarios Andronikos Palaiologos (Palaiologen), Witwe von Ioannes Komnenos Angelos, Despot von Epirus (Orsini)
      1.  ? (I) Alexander, wohl X 1371
      2. Kominia oder Comita, † 1395/96, 1371 Herrin von Valona, Kanina, Berat und der Himara, 1385/95 Regentin  ⚭ Balša II.,

  2. Belaur, übernimmt 1330 die Regierung, 1332 Thronprätendent
  3. Michail Schischman, † 1330, 1313 Depot von Widin, 1313/30 Zar der Bulgaren; ⚭ I NN; ⚭ II Anna von Serbien, 1330/31 Regentin, † nach 1346, Tochter von Stefan Uroš II. Milutin, König von Serbien; ⚭ III Theodora Palaiologina, Tochter von Kaiser Michael IX. (Palaiologen)
    1. Iwan Stefan Schischman, † wohl 1373, 1330/31 Zar der Bulgaren, danach in Italien, dort Ludovicus genannt; ⚭ NN Bâtarde d’Anjou, Tochter von Philipp I., Fürst von Tarent (Haus Anjou)